# Nannarrup hoffmani
Espèce
Nannarrup hoffmani est une espèce de mille-pattes de la famille des Mecistocephalidae.

## Découverte
Cette espèce de mille-pattes a été découverte à Central Park (New York) en 1998. Les scientifiques pensent que l'espèce, originaire d'Asie orientale, a été importée aux États-Unis lors d'un transport de plantes. C'est la première nouvelle espèce découverte à Central Park depuis plus d'un siècle.

## Description
L'espèce Nannarrup hoffmani mesure 10 mm de long et est pourvue de 82 pattes. C'est probablement l'espèce connue la plus petite de Chilopodes. Elle vit dans les feuillages en décomposition et se nourrit des débris organiques qui s'accumulent sous les arbres.

## Classification
Le nom valide complet (avec auteur) de ce taxon est Nannarrup hoffmani Foddai (d), Bonato (d), Pereira (d) & Minelli (d), 2003,.

### Étymologie
Son épithète spécifique, hoffmani, lui a été donnée en l'honneur de Richard L. Hoffman (1927–2012), expert international sur les diplopodes et ami de l'équipe.

### Publication originale
- (en) Donatella Foddai, Lucio Bonato, Luis Alberto Pereira et Alessandro Minelli, « Phylogeny and systematics of the Arrupinae (Chilopoda Geophilomorpha Mecistocephalidae) with the description of a new dwarfed species », Journal of Natural History, Taylor & Francis, vol. 37, no 10,‎ mai 2003, p. 1247-1267 (ISSN 0022-2933 et 1464-5262, DOI 10.1080/00222930210121672).